# San Antonio Bulujib
San Antonio Bulujib är en ort i Mexiko.   Den ligger i kommunen Chilón och delstaten Chiapas, i den sydöstra delen av landet, 800 km öster om huvudstaden Mexico City. San Antonio Bulujib ligger 1 047 meter över havet och antalet invånare är 1 206.
Terrängen runt San Antonio Bulujib är huvudsakligen kuperad, men västerut är den bergig. Runt San Antonio Bulujib är det glesbefolkat, med 16 invånare per kvadratkilometer. Närmaste större samhälle är Yajalón, 19,9 km norr om San Antonio Bulujib. I omgivningarna runt San Antonio Bulujib växer i huvudsak städsegrön lövskog.